# Tokio Hotel/Diskografie
Diese Diskografie ist eine Übersicht über die musikalischen Werke der deutschen Pop-Rock-Band Tokio Hotel und ihrer Pseudonyme wie Devilish. Den Quellenangaben zufolge verkaufte sie bisher mehr als zehn Millionen Tonträger, davon alleine in ihrer Heimat über 1,6 Millionen. Ihre erfolgreichste Veröffentlichung ist das Debütalbum Schrei mit über 1,5 Millionen verkauften Einheiten.

## Alben

### Studioalben
| Jahr | Titel Musiklabel                             | Höchstplatzierung, Gesamtwochen, AuszeichnungChartplatzierungen (Jahr, Titel, Musiklabel, Platzierungen, Wochen, Auszeichnungen, Anmerkungen) | Höchstplatzierung, Gesamtwochen, AuszeichnungChartplatzierungen (Jahr, Titel, Musiklabel, Platzierungen, Wochen, Auszeichnungen, Anmerkungen) | Höchstplatzierung, Gesamtwochen, AuszeichnungChartplatzierungen (Jahr, Titel, Musiklabel, Platzierungen, Wochen, Auszeichnungen, Anmerkungen) | Höchstplatzierung, Gesamtwochen, AuszeichnungChartplatzierungen (Jahr, Titel, Musiklabel, Platzierungen, Wochen, Auszeichnungen, Anmerkungen) | Höchstplatzierung, Gesamtwochen, AuszeichnungChartplatzierungen (Jahr, Titel, Musiklabel, Platzierungen, Wochen, Auszeichnungen, Anmerkungen) | Anmerkungen                                                    |
| Jahr | Titel Musiklabel                             | DE | AT | CH | UK | US | Anmerkungen                                                    |
| ---- | -------------------------------------------- | --- | --- | --- | --- | --- | -------------------------------------------------------------- |
| 2005 | Schrei Island Records (UMG)                  | DE1 ×2Doppelplatin · (65 Wo.)DE | AT1 ×2Doppelplatin · (48 Wo.)AT | CH3 Platin · (53 Wo.)CH | — | — | Erstveröffentlichung: 19. September 2005 Verkäufe: + 1.500.000 |
| 2007 | Zimmer 483 Island Records (UMG)              | DE1 Platin · (36 Wo.)DE | AT2 Platin · (11 Wo.)AT | CH2 Gold · (16 Wo.)CH | — | — | Erstveröffentlichung: 23. Februar 2007 Verkäufe: + 523.000     |
| 2009 | Humanoid Stunner Records (UMG)               | DE1 (17 Wo.)DE | AT8 (5 Wo.)AT | CH10 (7 Wo.)CH | — | US35 (3 Wo.)US | Erstveröffentlichung: 2. Oktober 2009 Verkäufe: + 130.500      |
| 2014 | Kings of Suburbia Polydor (UMG)              | DE2 (3 Wo.)DE | AT8 (2 Wo.)AT | CH11 (3 Wo.)CH | — | — | Erstveröffentlichung: 3. Oktober 2014                          |
| 2017 | Dream Machine Starwatch Entertainment (Sony) | DE5 (3 Wo.)DE | AT10 (2 Wo.)AT | CH15 (1 Wo.)CH | — | — | Erstveröffentlichung: 3. März 2017                             |
| 2022 | 2001 Epic Records (Sony)                     | DE10 (1 Wo.)DE | AT45 (1 Wo.)AT | CH43 (1 Wo.)CH | — | — | Erstveröffentlichung: 18. November 2022                        |

### Livealben
| Jahr | Titel Musiklabel                                 | Höchstplatzierung, Gesamtwochen, AuszeichnungChartplatzierungen (Jahr, Titel, Musiklabel, Platzierungen, Wochen, Auszeichnungen, Anmerkungen) | Höchstplatzierung, Gesamtwochen, AuszeichnungChartplatzierungen (Jahr, Titel, Musiklabel, Platzierungen, Wochen, Auszeichnungen, Anmerkungen) | Höchstplatzierung, Gesamtwochen, AuszeichnungChartplatzierungen (Jahr, Titel, Musiklabel, Platzierungen, Wochen, Auszeichnungen, Anmerkungen) | Höchstplatzierung, Gesamtwochen, AuszeichnungChartplatzierungen (Jahr, Titel, Musiklabel, Platzierungen, Wochen, Auszeichnungen, Anmerkungen) | Höchstplatzierung, Gesamtwochen, AuszeichnungChartplatzierungen (Jahr, Titel, Musiklabel, Platzierungen, Wochen, Auszeichnungen, Anmerkungen) | Anmerkungen                                                                     |
| Jahr | Titel Musiklabel                                 | DE | AT | CH | UK | US | Anmerkungen                                                                     |
| ---- | ------------------------------------------------ | --- | --- | --- | --- | --- | ------------------------------------------------------------------------------- |
| 2007 | Zimmer 483 – Live in Europe Island Records (UMG) | DE*DE | AT67 (1 Wo.)AT | CH34 (3 Wo.)CH | — | — | Erstveröffentlichung: 30. November 2007 Verkäufe: + 10.000; * siehe Studioalbum |
| 2010 | Humanoid City – Live Stunner Records (UMG)       | DE*DE | AT58 (1 Wo.)AT | CH**CH | — | — | Erstveröffentlichung: 16. Juli 2010 * siehe Studioalbum / ** siehe Videoalbum   |

### Kompilationen
| Jahr | Titel Musiklabel             | Höchstplatzierung, Gesamtwochen, AuszeichnungChartplatzierungen (Jahr, Titel, Musiklabel, Platzierungen, Wochen, Auszeichnungen, Anmerkungen) | Höchstplatzierung, Gesamtwochen, AuszeichnungChartplatzierungen (Jahr, Titel, Musiklabel, Platzierungen, Wochen, Auszeichnungen, Anmerkungen) | Höchstplatzierung, Gesamtwochen, AuszeichnungChartplatzierungen (Jahr, Titel, Musiklabel, Platzierungen, Wochen, Auszeichnungen, Anmerkungen) | Höchstplatzierung, Gesamtwochen, AuszeichnungChartplatzierungen (Jahr, Titel, Musiklabel, Platzierungen, Wochen, Auszeichnungen, Anmerkungen) | Höchstplatzierung, Gesamtwochen, AuszeichnungChartplatzierungen (Jahr, Titel, Musiklabel, Platzierungen, Wochen, Auszeichnungen, Anmerkungen) | Anmerkungen                                            |
| Jahr | Titel Musiklabel             | DE | AT | CH | UK | US | Anmerkungen                                            |
| ---- | ---------------------------- | --- | --- | --- | --- | --- | ------------------------------------------------------ |
| 2007 | Scream Island Records (UMG)  | — | AT27 (4 Wo.)AT | CH26 (7 Wo.)CH | — | US39 (21 Wo.)US | Erstveröffentlichung: 1. Juni 2007 Verkäufe: + 482.500 |
| 2010 | Best Of Island Records (UMG) | — | — | CH97 (1 Wo.)CH | — | — | Erstveröffentlichung: 10. Dezember 2010                |

### EPs
| Jahr | Titel Musiklabel       | Anmerkungen                |
| ---- | ---------------------- | -------------------------- |
| 2001 | Devilish Eigenvertrieb | Erstveröffentlichung: 2001 |

## Singles

### Als Leadmusiker
| Jahr | Titel Album                                                                 | Höchstplatzierung, Gesamtwochen, AuszeichnungChartplatzierungen (Jahr, Titel, Album, Platzierungen, Wochen, Auszeichnungen, Anmerkungen) | Höchstplatzierung, Gesamtwochen, AuszeichnungChartplatzierungen (Jahr, Titel, Album, Platzierungen, Wochen, Auszeichnungen, Anmerkungen) | Höchstplatzierung, Gesamtwochen, AuszeichnungChartplatzierungen (Jahr, Titel, Album, Platzierungen, Wochen, Auszeichnungen, Anmerkungen) | Höchstplatzierung, Gesamtwochen, AuszeichnungChartplatzierungen (Jahr, Titel, Album, Platzierungen, Wochen, Auszeichnungen, Anmerkungen) | Höchstplatzierung, Gesamtwochen, AuszeichnungChartplatzierungen (Jahr, Titel, Album, Platzierungen, Wochen, Auszeichnungen, Anmerkungen) | Anmerkungen |
| Jahr | Titel Album                                                                 | DE | AT | CH | UK | US | Anmerkungen |
| ---- | --------------------------------------------------------------------------- | --- | --- | --- | --- | --- | --- |
| 2005 | Durch den Monsun Monsoon (englische Version) Schrei / Scream                | DE1 Platin · (22 Wo.)DE | AT1 Gold · (28 Wo.)AT | CH5 (43 Wo.)CH | — | — | Erstveröffentlichung: 15. August 2005 (DE-Version) Erstveröffentlichung: 18. Mai 2007 (EN-Version) Verkäufe: + 340.000        |
| 2005 | Schrei Scream (englische Version) Schrei / Scream                           | DE5 Gold · (18 Wo.)DE | AT3 (20 Wo.)AT | CH18 (15 Wo.)CH | — | — | Erstveröffentlichung: 25. November 2005 (DE-Version) Erstveröffentlichung: 11. Dezember 2007 (EN-Version) Verkäufe: + 150.000 |
| 2006 | Rette mich Schrei                                                           | DE1 (11 Wo.)DE | AT1 (23 Wo.)AT | CH6 (10 Wo.)CH | — | — | Erstveröffentlichung: 1. März 2006                                                                                            |
| 2006 | Der letzte Tag Schrei                                                       | DE1 Gold · (11 Wo.)DE | AT1 Gold · (20 Wo.)AT | CH7 (10 Wo.)CH | — | — | Erstveröffentlichung: 25. August 2006 Verkäufe: + 165.000                                                                     |
| 2007 | Übers Ende der Welt Ready, Set, Go! (englische Version) Zimmer 483 / Scream | DE1 (12 Wo.)DE | AT1 (12 Wo.)AT | CH2 (13 Wo.)CH | UK77 (1 Wo.)UK | — | Erstveröffentlichung: 26. Januar 2007 (DE-Version) Erstveröffentlichung: 24. August 2007 (EN-Version)                         |
| 2007 | Spring nicht Don’t Jump (englische Version) Zimmer 483 / Scream             | DE3 (9 Wo.)DE | AT7 (10 Wo.)AT | CH21 (6 Wo.)CH | — | — | Erstveröffentlichung: 6. April 2007 (DE-Version) Erstveröffentlichung: 4. April 2008 (EN-Version)                             |
| 2007 | An deiner Seite (Ich bin da) / 1.000 Meere Zimmer 483                       | DE2 (9 Wo.)DE | AT6 (8 Wo.)AT | — | — | — | Erstveröffentlichung: 16. November 2007                                                                                       |
| 2009 | Automatisch Automatic (englische Version) Humanoid                          | DE5 (9 Wo.)DE | AT14 (7 Wo.)AT | CH44 (6 Wo.)CH | — | — | Erstveröffentlichung: 18. September 2009                                                                                      |
| 2014 | Love Who Loves You Back Kings of Suburbia                                   | DE38 (5 Wo.)DE | AT39 (2 Wo.)AT | CH65 (1 Wo.)CH | — | — | Erstveröffentlichung: 26. September 2014                                                                                      |
| 2015 | Feel It All Kings of Suburbia                                               | — | — | — | — | — | Erstveröffentlichung: 6. April 2015                                                                                           |
| 2016 | Something New Dream Machine                                                 | — | — | — | — | — | Erstveröffentlichung: 23. Dezember 2016                                                                                       |
| 2017 | What If Dream Machine                                                       | — | — | — | — | — | Erstveröffentlichung: 27. Februar 2017                                                                                        |
| 2017 | Boy Don’t Cry Dream Machine                                                 | — | — | — | — | — | Erstveröffentlichung: 20. Oktober 2017                                                                                        |
| 2017 | Easy Dream Machine                                                          | — | — | — | — | — | Erstveröffentlichung: 22. Dezember 2017                                                                                       |
| 2019 | Melancholic Paradise –                                                      | — | — | — | — | — | Erstveröffentlichung: 1. Februar 2019                                                                                         |
| 2019 | When It Rains It Pours –                                                    | — | — | — | — | — | Erstveröffentlichung: 5. April 2019                                                                                           |
| 2019 | Chateau –                                                                   | — | — | — | — | — | Erstveröffentlichung: 15. November 2019                                                                                       |
| 2020 | Berlin 2001                                                                 | — | — | — | — | — | Erstveröffentlichung: 11. Dezember 2020 feat. Vvaves                                                                          |
| 2021 | Behind Blue Eyes –                                                          | — | — | — | — | — | Erstveröffentlichung: 27. Mai 2021 feat. Vize; Original: The Who                                                              |
| 2021 | Here Comes the Night 2001                                                   | — | — | — | — | — | Erstveröffentlichung: 22. Oktober 2021                                                                                        |
| 2022 | Bad Love 2001                                                               | — | — | — | — | — | Erstveröffentlichung: 4. Februar 2022                                                                                         |
| 2022 | Him 2001                                                                    | — | — | — | — | — | Erstveröffentlichung: 8. April 2022                                                                                           |
| 2022 | When We Were Younger 2001                                                   | — | — | — | — | — | Erstveröffentlichung: 27. Mai 2022                                                                                            |
| 2022 | Happy People 2001                                                           | — | — | — | — | — | Erstveröffentlichung: 21. Oktober 2022 feat. Daði Freyr                                                                       |
| 2022 | Just a Moment 2001                                                          | — | — | — | — | — | Erstveröffentlichung: 17. November 2022 feat. Vvaves                                                                          |
| 2022 | Smells Like Summer 2001                                                     | — | — | — | — | — | Erstveröffentlichung: 17. November 2022 feat. Ásdís                                                                           |
| 2024 | The Weekend –                                                               | — | — | — | — | — | Erstveröffentlichung: 10. Mai 2024                                                                                            |
| 2025 | Hands Up –                                                                  | — | — | — | — | — | Erstveröffentlichung: 21. März 2025                                                                                           |
| 2025 | How to Love –                                                               | — | — | — | — | — | Erstveröffentlichung: 20. Juni 2025                                                                                           |

### Als Gastmusiker
| Jahr | Titel Album                      | Höchstplatzierung, Gesamtwochen, AuszeichnungChartplatzierungen (Jahr, Titel, Album, Platzierungen, Wochen, Auszeichnungen, Anmerkungen) | Höchstplatzierung, Gesamtwochen, AuszeichnungChartplatzierungen (Jahr, Titel, Album, Platzierungen, Wochen, Auszeichnungen, Anmerkungen) | Höchstplatzierung, Gesamtwochen, AuszeichnungChartplatzierungen (Jahr, Titel, Album, Platzierungen, Wochen, Auszeichnungen, Anmerkungen) | Höchstplatzierung, Gesamtwochen, AuszeichnungChartplatzierungen (Jahr, Titel, Album, Platzierungen, Wochen, Auszeichnungen, Anmerkungen) | Höchstplatzierung, Gesamtwochen, AuszeichnungChartplatzierungen (Jahr, Titel, Album, Platzierungen, Wochen, Auszeichnungen, Anmerkungen) | Anmerkungen                                                                       |
| Jahr | Titel Album                      | DE | AT | CH | UK | US | Anmerkungen                                                                       |
| ---- | -------------------------------- | --- | --- | --- | --- | --- | --------------------------------------------------------------------------------- |
| 2021 | White Lies 2001                  | DE13 Gold · (24 Wo.)DE | AT17 Platin · (23 Wo.)AT | CH28 (21 Wo.)CH | — | — | Erstveröffentlichung: 15. Januar 2021 Verkäufe: + 230.000; Vize feat. Tokio Hotel |
| 2021 | Sorry Not Sorry Chieff Loves You | — | — | — | — | — | Erstveröffentlichung: 27. August 2021 Badchieff feat. Tokio Hotel                 |
| 2022 | Fahr mit mir (4×4) Kargo         | DE27 (2 Wo.)DE | — | — | — | — | Erstveröffentlichung: 7. Juli 2022 Kraftklub feat. Tokio Hotel                    |
| 2023 | Monsoon –                        | DE— aDE | — | — | — | — | Erstveröffentlichung: 21. Juli 2023 Niklas Dee, Leony & Vize feat. Tokio Hotel    |
| 2024 | Fata Morgana –                   | — | — | — | — | — | Erstveröffentlichung: 15. November 2024 Nina Chuba feat. Tokio Hotel              |
| 2025 | Miss It (At All) –               | — | — | — | — | — | Erstveröffentlichung: 30. Januar 2025 Niklas Dee feat. Tokio Hotel                |

## Videoalben und Musikvideos

### Videoalben
| Jahr | Titel Musiklabel                                          | Höchstplatzierung, Gesamtwochen, AuszeichnungChartplatzierungen (Jahr, Titel, Musiklabel, Platzierungen, Wochen, Auszeichnungen, Anmerkungen) | Höchstplatzierung, Gesamtwochen, AuszeichnungChartplatzierungen (Jahr, Titel, Musiklabel, Platzierungen, Wochen, Auszeichnungen, Anmerkungen) | Höchstplatzierung, Gesamtwochen, AuszeichnungChartplatzierungen (Jahr, Titel, Musiklabel, Platzierungen, Wochen, Auszeichnungen, Anmerkungen) | Höchstplatzierung, Gesamtwochen, AuszeichnungChartplatzierungen (Jahr, Titel, Musiklabel, Platzierungen, Wochen, Auszeichnungen, Anmerkungen) | Höchstplatzierung, Gesamtwochen, AuszeichnungChartplatzierungen (Jahr, Titel, Musiklabel, Platzierungen, Wochen, Auszeichnungen, Anmerkungen) | Anmerkungen                                                                      |
| Jahr | Titel Musiklabel                                          | DE | AT | CH | UK | US | Anmerkungen                                                                      |
| ---- | --------------------------------------------------------- | --- | --- | --- | --- | --- | -------------------------------------------------------------------------------- |
| 2005 | Leb die Sekunde – Behind the Scenes Universal Music (UMG) | DE13 ×2Doppelplatin + Gold (Album) · (20 Wo.)DE                                                                                               | AT1 Platin · (22 Wo.)AT | CH39 Gold · (7 Wo.)CH | — | — | Erstveröffentlichung: 2. Dezember 2005 Verkäufe: + 233.000                       |
| 2006 | Schrei – Live Universal Music (UMG)                       | DE*DE | AT1 Gold · (20 Wo.)AT | CH*CH | — | — | Erstveröffentlichung: 7. April 2006 Verkäufe: + 25.000; * siehe Studioalbum      |
| 2007 | Zimmer 483 – Live in Europe Island Records (UMG)          | DE*DE | AT3 (2 Wo.)AT | CH5 (7 Wo.)CH | — | — | Erstveröffentlichung: 30. November 2007 Verkäufe: + 140.559; * siehe Studioalbum |
| 2008 | Tokio Hotel TV – Caught on Camera Universal Music (UMG)   | — | AT5 (1 Wo.)AT | CH3 (9 Wo.)CH | — | — | Erstveröffentlichung: 5. Dezember 2008 Verkäufe: + 64.000                        |
| 2010 | Humanoid City – Live Stunner Records (UMG)                | DE*DE | AT5 (2 Wo.)AT | CH1 (6 Wo.)CH | — | — | Erstveröffentlichung: 16. Juli 2010 * siehe Studioalbum                          |
| 2018 | Hinter die Welt Alive (Alive)                             | — | AT1 (2 Wo.)AT | — | — | — | Erstveröffentlichung: 23. Februar 2018                                           |

### Musikvideos
| Jahr | Titel                                       | Regie                               |
| ---- | ------------------------------------------- | ----------------------------------- |
| 2005 | Durch den Monsun                            | Sandra Marschner                    |
| 2005 | Schrei / Scream                             | Zoran Bihać                         |
| 2006 | Rette mich                                  | Katja Kuhl                          |
| 2006 | Der letzte Tag                              | Daniel Warwick & Christopher Häring |
| 2006 | Wir schließen uns ein                       | Daniel Warwick & Christopher Häring |
| 2007 | Übers Ende der Welt / Ready, Set, Go!       | Daniel Warwick                      |
| 2007 | Spring nicht / Don’t Jump                   | Joern Heitmann                      |
| 2007 | Monsoon                                     | Daniel Siegler                      |
| 2007 | An deiner Seite (Ich bin da) / By Your Side | Hoffmann, Benzner, Roth & Jost      |
| 2007 | 1000 Meere / 1000 Oceans                    | Daniel Siegler                      |
| 2009 | Automatisch / Automatic                     | Craig Wessels                       |
| 2010 | World Behind My Wall                        | Daniel Wolfe                        |
| 2010 | Lass uns laufen                             | Daniel Wolfe                        |
| 2010 | Darkside of the Sun                         | Jim Gable                           |
| 2010 | Hurricanes and Suns                         |                                     |
| 2010 | Mädchen aus dem All                         |                                     |
| 2014 | Run, Run, Run                               | Gianluca Fellini                    |
| 2014 | Girl Got a Gun                              | Kris Moyes                          |
| 2014 | Love Who Loves You Back                     | Vinnie Hobbs                        |
| 2015 | Feel It All                                 | Mattias Erik Johansson              |
| 2017 | What If                                     | Barış Aydınlı                       |
| 2017 | Boy Don’t Cry                               | Barış Aladağ                        |
| 2019 | Melancholic Paradise                        |                                     |
| 2019 | When It Rains It Pours                      | Barış Aladağ                        |
| 2019 | Chateau                                     | Barış Aladağ                        |
| 2020 | Durch den Monsun 2020                       | Kris Moyes                          |
| 2020 | Berlin                                      |                                     |
| 2021 | White Lies                                  | Barış Aladağ                        |
| 2021 | Behind Blue Eyes                            | Barış Aladağ                        |
| 2021 | Sorry Not Sorry                             | MacDuke                             |
| 2022 | Him                                         | Barış Aladağ                        |
| 2022 | Fahr mit mir (4×4)                          | Hotel Rocco, Philipp Weiser         |
| 2023 | Your Christmas                              | Barış Aladağ                        |
| 2025 | Miss It (At All)                            | Lea Baintner                        |
| 2025 | Hands Up                                    |                                     |

## Promoveröffentlichungen
Promo-Singles

| Jahr | Titel Album                                                       | Höchstplatzierung, Gesamtwochen, AuszeichnungChartplatzierungen (Jahr, Titel, Album, Platzierungen, Wochen, Auszeichnungen, Anmerkungen) | Höchstplatzierung, Gesamtwochen, AuszeichnungChartplatzierungen (Jahr, Titel, Album, Platzierungen, Wochen, Auszeichnungen, Anmerkungen) | Höchstplatzierung, Gesamtwochen, AuszeichnungChartplatzierungen (Jahr, Titel, Album, Platzierungen, Wochen, Auszeichnungen, Anmerkungen) | Höchstplatzierung, Gesamtwochen, AuszeichnungChartplatzierungen (Jahr, Titel, Album, Platzierungen, Wochen, Auszeichnungen, Anmerkungen) | Höchstplatzierung, Gesamtwochen, AuszeichnungChartplatzierungen (Jahr, Titel, Album, Platzierungen, Wochen, Auszeichnungen, Anmerkungen) | Anmerkungen                                                                      |
| Jahr | Titel Album                                                       | DE | AT | CH | UK | US | Anmerkungen                                                                      |
| ---- | ----------------------------------------------------------------- | --- | --- | --- | --- | --- | -------------------------------------------------------------------------------- |
| 2005 | Leb’ die Sekunde Devilish • Schrei                                | — | — | — | — | — | Erstveröffentlichung: 26. Oktober 2005 Beilage in Bravo 44/2005 als 3″ CD-Single |
| 2006 | Wir schließen uns ein –                                           | — | — | — | — | — | Erstveröffentlichung: 25. August 2006 B-Seite von Der letzte Tag                 |
| 2008 | Heilig Zimmer 483                                                 | — | — | — | — | — | Erstveröffentlichung: 21. Mai 2008                                               |
| 2010 | Lass uns Laufen World Behind My Wall (englische Version) Humanoid | — | — | — | — | — | Erstveröffentlichung: 8. Januar 2010                                             |
| 2010 | Darkside of the Sun Sonnensystem (deutsche Version) Humanoid      | — | — | — | — | — | Erstveröffentlichung: 7. Juni 2010                                               |
| 2010 | Hurricanes and Suns Best Of                                       | — | — | — | — | — | Erstveröffentlichung: 29. November 2010                                          |
| 2014 | Run, Run, Run Kings of Suburbia                                   | — | — | — | — | — | Erstveröffentlichung: 12. September 2014                                         |
| 2023 | Your Christmas –                                                  | DE42 (4 Wo.)DE | — | — | — | — | Erstveröffentlichung: 7. November 2023 Amazon Exclusive                          |

## Sonderveröffentlichungen

### Alben
| Jahr | Titel Musiklabel                                  | Anmerkungen                                                                                    |
| ---- | ------------------------------------------------- | ---------------------------------------------------------------------------------------------- |
| 2008 | New Collection D.K. & Moon Producing Centre (UMG) | Erstveröffentlichung: 2008 Veröffentlichung nur in der Ukraine Teil der „New-Collection“-Serie |
| 2011 | Darkside of the Sun Universal Music (UMG)         | Erstveröffentlichung: 2. Februar 2011 Veröffentlichung nur in Japan                            |

| Jahr | Titel Musiklabel                                              | Anmerkungen                                             |
| ---- | ------------------------------------------------------------- | ------------------------------------------------------- |
| 2007 | Essential 5: Schrei (so laut du kannst) Universal Music (UMG) | Erstveröffentlichung: 2007 Teil der „Essential-5“-Serie |

| Jahr | Titel Musiklabel                | Anmerkungen                                                   |
| ---- | ------------------------------- | ------------------------------------------------------------- |
| 2007 | Flightcase #483-2 Polydor (UMG) | Erstveröffentlichung: 2007 Veröffentlichung nur in Frankreich |

### Lieder
| Jahr | Titel Album                      | Anmerkungen                                                          |
| ---- | -------------------------------- | -------------------------------------------------------------------- |
| 2021 | Sorry Not Sorry Chieff Loves You | Erstveröffentlichung: 10. September 2021 Badchieff feat. Tokio Hotel |
| 2022 | Fahr mit mir (4×4) Kargo         | Erstveröffentlichung: 22. September 2022 Kraftklub feat. Tokio Hotel |

| Jahr | Titel Album                                       | Anmerkungen                                                                                |
| ---- | ------------------------------------------------- | ------------------------------------------------------------------------------------------ |
| 2006 | Instant Karma! Come Together – A Tribute to BRAVO | Erstveröffentlichung: 29. September 2006 Original: J. Lennon & Y. Ono mit Plastic Ono Band |

| Jahr | Titel Soundtrack                  | Anmerkungen                                                                         |
| ---- | --------------------------------- | ----------------------------------------------------------------------------------- |
| 2008 | Monsoon A favorita: Internacional | Erstveröffentlichung: 25. November 2008                                             |
| 2010 | Strange Alice im Wunderland       | Erstveröffentlichung: 2. März 2010 feat. Kerli                                      |
| 2013 | I AM FIFA 14                      | Erstveröffentlichung: 24. September 2013 mit Rock Mafia, Wyclef Jean & David Correy |

## Statistik

### Chartauswertung
Die folgenden Aufstellungen beinhalten Statistiken über die Charterfolge von Tokio Hotel in Deutschland, Österreich, der Schweiz und den Vereinigten Staaten. Die Statistiken gliedern sich nach den Albumcharts, Singlecharts sowie den Musik-DVD-Charts. In Deutschland besteht die Besonderheit, dass sich Videoalben in den Albumcharts platzieren. In der Schweiz wurden die Musik-DVD-Charts erst 2009 eingeführt, sodass sich Leb die Sekunde – Behind the Scenes ebenfalls in den Albumcharts platzierte.
|                     | DE    | AT    | CH     | UK    | US    |
| ------------------- | ----- | ----- | ------ | ----- | ----- |
| Nummer-eins-Alben   | DE3DE | AT1AT | CH—CH  | UK—UK | US—US |
| Top-10-Alben        | DE6DE | AT5AT | CH3CH  | UK—UK | US—US |
| Alben in den Charts | DE7DE | AT9AT | CH10CH | UK—UK | US2US |

|                       | DE     | AT     | CH    | UK    | US    |
| --------------------- | ------ | ------ | ----- | ----- | ----- |
| Nummer-eins-Singles   | DE4DE  | AT4AT  | CH—CH | UK—UK | US—US |
| Top-10-Singles        | DE8DE  | AT7AT  | CH4CH | UK—UK | US—US |
| Singles in den Charts | DE12DE | AT10AT | CH9CH | UK1UK | US—US |

|                          | DE    | AT    | CH    | UK    | US    |
| ------------------------ | ----- | ----- | ----- | ----- | ----- |
| Nummer-eins-Videoalben   | DE—DE | AT3AT | CH1CH | UK—UK | US—US |
| Top-10-Videoalben        | DE—DE | AT6AT | CH3CH | UK—UK | US—US |
| Videoalben in den Charts | DE—DE | AT6AT | CH3CH | UK—UK | US—US |

### Auszeichnungen für Musikverkäufe
| Goldene Schallplatte - Belgien - 2007: für das Album Scream - 2007: für die Single Durch den Monsun - 2008: für das Album Zimmer 483 - 2009: für das Album Humanoid - Frankreich - 2008: für das Album Scream - 2009: für das Album Humanoid - Griechenland - 2008: für das Album Scream - 2009: für das Album Humanoid - Italien - 2009: für das Album Humanoid - Malaysia - 2011: für das Album Humanoid - Polen - 2007: für das Album Zimmer 483 - Portugal - 2009: für das Album Humanoid - 2010: für das Videoalbum Tokio Hotel TV – Caught on Camera - Rumänien - 2007: für das Album Schrei - Russland - 2008: für das Album Zimmer 483 – Live in Europe - 2009: für das Album Humanoid - Spanien - 2008: für das Album Scream - 2009: für das Album Humanoid - Ungarn - 2006: für das Album Schrei - 2007: für das Album Zimmer 483 | 2× Goldene Schallplatte - Mexiko - 2010: für das Album Scream Platin-Schallplatte - Europa - 2007: für das Album Schrei - Frankreich - 2007: für das Album Schrei - 2008: für das Album Zimmer 483 - Polen - 2006: für das Album Schrei - Portugal - 2008: für das Album Scream - 2008: für das Videoalbum Zimmer 483 – Live in Europe 2× Platin-Schallplatte - Frankreich - 2008: für das Videoalbum Tokio Hotel TV – Caught on Camera - Russland - 2007: für das Album Schrei 3× Platin-Schallplatte - Frankreich - 2007: für das Videoalbum Schrei – Live - 2008: für das Videoalbum Leb die Sekunde – Behind the Scenes - Russland - 2008: für das Album Zimmer 483 - 2009: für das Album Scream Diamantene Schallplatte - Frankreich - 2008: für das Videoalbum Zimmer 483 – Live in Europe |

Anmerkung: Auszeichnungen in Ländern aus den Charttabellen bzw. Chartboxen sind in ebendiesen zu finden.
| Land/RegionAuszeichnungen für Musikverkäufe (Land/Region, Auszeichnungen, Verkäufe, Quellen) | Gold       | Platin       | Diamant  | Verkäufe    | Quellen                                                      |
| -------------------------------------------------------------------------------------------- | ---------- | ------------ | -------- | ----------- | ------------------------------------------------------------ |
| Belgien (BRMA)                                                                               | 4× Gold4   | —            | —        | 70.000      | ultratop.be                                                  |
| Deutschland (BVMI)                                                                           | 4× Gold4   | 6× Platin6   | —        | 1.600.000   | musikindustrie.de                                            |
| Europa (IFPI)                                                                                | —          | Platin1      | —        | (1.000.000) | ifpi.org (Memento vom 27. November 2013 im Internet Archive) |
| Finnland (IFPI)                                                                              | —          | —            | —        | 8.559       | Einzelnachweise                                              |
| Frankreich (SNEP)                                                                            | 2× Gold2   | 10× Platin10 | Diamant1 | 785.000     | infodisc.fr snepmusique.com                                  |
| Griechenland (IFPI)                                                                          | 2× Gold2   | —            | —        | 10.500      | Einzelnachweise                                              |
| Italien (FIMI)                                                                               | Gold1      | —            | —        | 35.000      | fimi.it                                                      |
| Malaysia (RIM)                                                                               | Gold1      | —            | —        | 7.500       | Einzelnachweise                                              |
| Mexiko (AMPROFON)                                                                            | 2× Gold2   | —            | —        | 100.000     | amprofon.com.mx                                              |
| Österreich (IFPI)                                                                            | 3× Gold3   | 5× Platin5   | —        | 155.000     | ifpi.at                                                      |
| Polen (ZPAV)                                                                                 | Gold1      | Platin1      | —        | 30.000      | olis.pl                                                      |
| Portugal (AFP)                                                                               | 2× Gold2   | 2× Platin2   | —        | 42.000      | Einzelnachweise                                              |
| Rumänien (UFPR)                                                                              | Gold1      | —            | —        | 2.000       | Einzelnachweise                                              |
| Russland (NFPF)                                                                              | 2× Gold2   | 8× Platin8   | —        | 180.000     | 2m-online.ru (Memento vom 24. Juli 2011 im Internet Archive) |
| Schweiz (IFPI)                                                                               | 2× Gold2   | Platin1      | —        | 58.000      | hitparade.ch                                                 |
| Spanien (Promusicae)                                                                         | 2× Gold2   | —            | —        | 60.000      | elportaldemusica.es                                          |
| Ungarn (MAHASZ)                                                                              | 2× Gold2   | —            | —        | 8.000       | slagerlistak.hu                                              |
| Vereinigte Staaten (RIAA)                                                                    | —          | —            | —        | 175.000     | Einzelnachweise                                              |
| Insgesamt                                                                                    | 31× Gold31 | 34× Platin34 | Diamant1 |             |                                                              |